# مقاطعة نانهاي
مقاطعة ناهاي هي مقاطعة إدارية تتبع منطقة فوشان بولاية غوانغدونغ الصينية. كانت حكومتها أول حكومة مقاطعة بالصّين تطوِّر لنفسها نظام حكومة إلكترونية معلوماتيّ.

## التاريخ
تأسَّست بلدة ناهاي في عام 1271م على يد أخوين أرادا إيجاد موقعٍ لدفن عظام أبيهما، هاربين جنوباً من المغول على طوفٍ من الخيزران، حيث دمَّرت مركبهما عاصفة هوجاء ورمته على شواطئ نهر اللؤلؤ. لا زال هناك ضريحٌ يعلِّم مكان تحطم المركب، ومنذ ذلك الحين استوطن الأخوان المكان ليتحول إلى مدينة.
‌

## أعلام
- أنطونيو نج
- كانج يووي